# Memory Almost Full
Memory Almost Full è il 20º album in studio di Paul McCartney, pubblicato nel 2007.

## Descrizione
Uscito il 4 giugno 2007 nel Regno Unito, un giorno dopo negli Stati Uniti e nel resto d'Europa, l'album fu il primo di McCartney ad essere pubblicato su etichetta Hear Music (di proprietà di Starbucks). Il disco venne prodotto da David Kahne e registrato agli Abbey Road Studios, Henson Recording Studios, AIR Studios, Hog Hill Mill Studios, e RAK Studios tra l'ottobre 2003, e il febbraio 2007. Nel mezzo delle sessioni in studio svoltesi nel 2003 e 2006, McCartney lavorò anche su un altro album, Chaos and Creation in the Backyard (2005), insieme al produttore Nigel Godrich.
Memory Almost Full raggiunse la Top 5 sia in Gran Bretagna che negli Stati Uniti, come anche in Danimarca, Svezia, Grecia, e Norvegia. Nominato ai Grammy Award, il disco ha venduto oltre 2 milioni di copie nel mondo ed è stato certificato disco d'oro dalla RIAA per vendite superiori alle 500,000 copie nei soli Stati Uniti. L'album è uscito in tre versioni: disco singolo, doppio CD, e deluxe edition CD/DVD, quest'ultima pubblicata il 6 novembre 2007.
Nove nastri demo furono incisi nello studio The Mill nel settembre 2003 da Paul McCartney e dalla sua tour band. Un mese dopo, in ottobre, iniziarono le sessioni per l'album Memory Almost Full, con la produzione di David Kahne negli Abbey Road Studios. McCartney e la band registrarono le canzoni You Tell Me, Only Mama Knows, Vintage Clothes, That Was Me, Feet in the Clouds, House of Wax, The End of the End, e Whole Life. Tuttavia, le sessioni subirono un arresto quando McCartney decise di iniziare a lavorare su un altro album, Chaos and Creation in the Backyard, con il produttore Nigel Godrich.

## Registrazione
Molte delle canzoni del disco provenivano da un gruppo di brani sparsi, con alcuni che finirono su Chaos and Creation in the Backyard, ed altri su Memory Almost Full. Ogni canzone provata, ma non finita, per Chaos and Creation in the Backyard, McCartney non volle rifarla per Memory Almost Full. Mentre le sessioni per l'album procedevano, McCartney scrisse alcuni nuovi pezzi. Un brano intitolato Perfect Lover fu inciso in uno dei seguenti studi: RAK Studios, AIR Studios o Ocean Way Studios; tra il novembre 2003 e l'aprile 2005. Perfect Lover, nella sua stesura originale era più in stile folk, simile a Friends to Go in Chaos and Creation in the Backyard, ma dopo un radicale cambio di arrangiamento musicale divenne Ever Present Past. Due anni dopo le sessioni del 2003, le sedute in studio per l'album ripresero nuovamente. Il libro Paul McCartney: Recording Sessions (1969-2013). A Journey Through Paul McCartney's Songs After The Beatles riferisce che la registrazione dell'album iniziò nel settembre-ottobre 2003 per riprendere poi nel febbraio 2004 a Abbey Road, e ancora tra il marzo 2006 e il febbraio 2007.
Nuove tracce furono incise nei seguenti studi: The Mill (lo studio casalingo di McCartney nel Sussex), Henson Studios di Los Angeles, RAK Studios e AIR Studios di Londra, e SeeSquared Studios di New York. Le canzoni registrate in queste sessioni furono Nod Your Head, In Private, 222, Gratitude, Mr. Bellamy, See Your Sunshine, ed Ever Present Past. Di questo gruppo di canzoni, Mr. Bellamy, Ever Present Past, Gratitude, Nod Your Head, e In Private furono tutte incise nello stesso giorno, nel marzo 2006. In totale, vennero incise tra le 20 e le 25 canzoni per l'album. Dance Tonight fu incisa per ultima, insieme a Feet in the Clouds e 222 (seconda versione), tra gennaio e febbraio 2007 ai RAK Studios. L'album venne mixato da Kahne e Andy Wallace.

## Contenuti
In un'intervista concessa alla rivista Billboard nel maggio 2007, McCartney disse che il materiale dell'album poteva dirsi "sotto un certo punto di vista un po' retrospettivo": «Alcune canzoni sono attuali, altre invece più legate al passato, ma tutte sono canzoni delle quali sono molto orgoglioso». McCartney suonò il mandolino in Dance Tonight. A tal proposito disse: «Nel cercare uno strumento sul quale provare degli accordi, che mi desse la stessa freschezza di quando lo facevo sulla chitarra a quattordici anni, probabilmente, il mandolino mi ridiede la stessa ispirazione». Ever Present Past, che McCartney definì "personale", include riferimenti ai Beatles. Nel giugno 2007, McCartney rivelò che See Your Sunshine era una canzone d'amore per Heather risalente a prima della separazione, che aveva comunque deciso di tenere sull'album, nonostante tutto. You Tell Me tratta del ricordo della prima moglie di McCartney, Linda.
Mr. Bellamy, sesta traccia sull'album, secondo alcune interpretazioni, parlerebbe del recente divorzio di McCartney. Paul McCartney chiese a Thom Yorke dei Radiohead di suonare il piano nella canzone, ma egli declinò l'invito. La stampa disse che Yorke aveva "snobbato" McCartney, ma successivamente lo stesso Yorke rivelò che la canzone gli piaceva moltissimo e di aver rifiutato perché non si sentiva all'altezza. Gratitude parla dichiaratamente del divorzio tra Heather Mills e McCartney. Secondo i sostenitori della teoria in questione, questa canzone conterrebbe inoltre possibili riferimenti alla Leggenda della morte di Paul McCartney. Se viene ascoltata al contrario si percepirebbero le seguenti parole: «Who is this now? Who is this now? I was... Willie Campbell!» ("Chi è questo, adesso? Io ero... Willie Campbell").
L'album contiene un medley costituito da cinque brani, sulla falsariga di quello presente su Abbey Road dei Beatles. Il medley inizia con Vintage Clothes e termina con The End of the End, composta da McCartney nella sua casa di Cavendish Avenue mentre suonava il pianoforte appartenuto a suo padre, Jim McCartney.

## Titolo
Alcuni fecero notare come il titolo dell'album, Memory Almost Full, sia l'anagramma di "for my soulmate LLM" (le iniziali di Linda Louise McCartney). Quando gli venne chiesto se era voluto, McCartney rispose: «Certe cose è meglio che rimangano un mistero». Nel corso di un'intervista concessa a Pitchfork Media, McCartney precisò: «Devo dire, qualcuno mi disse [che c'era un anagramma], e pensai fosse un mistero bello e buono, perché sembrava così vero. Sembra esserci un anagramma nel titolo. Ed è un mistero. Non fu intenzionale». In realtà, il titolo del disco sarebbe stato ispirato a McCartney da un messaggio apparso sul suo cellulare, che indicava, appunto, come la memoria del dispositivo fosse quasi piena. Paul pensò che la frase fosse emblematica dell'epoca moderna.

## Accoglienza
| Recensione           | Giudizio |
| -------------------- | -------- |
| AllMusic             |          |
| Entertainment Weekly | A−       |
| Ondarock             |          |
| Robert Christgau     |          |
| Rolling Stone        |          |
| PopMatters           |          |
| The Guardian         |          |
| Los Angeles Times    |          |
| The Observer         |          |
| Pitchfork            |          |
| Ondarock             | 6.5/10   |

Memory Almost Full ricevette recensioni positive alla sua uscita. Sul sito Metacritic, l'album ha un punteggio di 69 su 100 basato su 23 recensioni professionali da parte di critici musicali, che indica "recensioni generalmente positive". Evan Serpick della rivista Rolling Stone paragonò il medley di cinque brani presente su Memory Almost Full alla celebre suite della seconda facciata di Abbey Road dei Beatles. L'album si classificò alla posizione numero 22 nella lista dei 50 migliori dischi del 2007 redatta da Rolling Stone.

## Tracce
Tutte le canzoni sono state scritte e composte da Paul McCartney.

### CD 1
1. Dance Tonight - 2:56
2. Ever Present Past - 2:59
3. See Your Sunshine - 3:22
4. Only Mama Knows - 4:19
5. You Tell Me - 3:17
6. Mister Bellamy - 3:41
7. Gratitude - 3:21
8. Vintage Clothes - 2:24
9. That Was Me - 2:16
10. Feet in the Clouds - 3:26
11. House of Wax - 5:01
12. The End of the End - 2:59
13. Nod Your Head - 1:58

### CD 2
Il CD2 fa parte della "Deluxe Edition" dell'album.
1. In Private - 2:08
2. Why So Blue - 3:11
3. 222 - 3:38
4. Commento audio: Paul parla della musica di Memory Almost Full - 26:04

## Formazione
- Paul McCartney - voce su tutte le tracce, strumenti su tutte le tracce tranne Only Mama Knows, You Tell Me, Vintage Clothes, That Was Me, Feet in the Clouds e House of Wax, in queste suonano:
- Brian Ray - basso, chitarra
- Abe Laboriel jr. - batteria
- Rusty Anderson - chitarra
- Paul Wickens - tastiere